# 布莱尼姆宫
布莱尼姆宫（英語：Blenheim Palace，/ˈblɛnɪm/ BLEN-im），英國英格蘭牛津郡伍德斯托克的世界文化遺產，是馬爾博羅公爵的鄉間邸宅，也是英國唯一一座非由王室或教會持有，但卻擁有「宮」的稱呼的鄉村官邸。布莱尼姆宫是英國最大的建築之一，建造時間為1705年至1722年之間。是安妮女王为奖励第一代馬爾博羅公爵約翰·邱吉爾在布伦海姆战役中的胜利所建。
英國前首相温斯顿·丘吉尔於1874年出生於此，因而布莱尼姆宫常被稱為“邱吉爾莊園”。

## 外部連結
- Official website （页面存档备份，存于）
- Blenheim Palace information （页面存档备份，存于）
- Article about Blenheim Palace from the Smithsonian
- Consuelo Vanderbilt's dowry （页面存档备份，存于）

51°50′31″N 1°21′42″W / 51.84194°N 1.36167°W